# I. e. 63
Évszázadok: i. e. 2. század – i. e. 1. század – 1. század
Évtizedek: i. e. 110-es évek – i. e. 100-as évek – i. e. 90-es évek – i. e. 80-as évek – i. e. 70-es évek – i. e. 60-as évek – i. e. 50-es évek – i. e. 40-es évek – i. e. 30-as évek – i. e. 20-as évek – i. e. 10-es évek
Évek: i. e. 68 – i. e. 67 – i. e. 66 – i. e. 65 –  i. e. 64 – i. e. 63 – i. e. 62 – i. e. 61 – i. e. 60 – i. e. 59 – i. e. 58

## Események

### Róma
- Marcus Tullius Cicerót és Caius Antonius Hybridát választják consulnak.
- Iulius Caesart pontifex maximusnak választják.
- Cicero elfogadtatja a vesztegetés elleni törvényt. Consultársa földosztást és az újonnan meghódított területeken 5000 ember letelepítést kezdeményezi, de Cicero ezt megakadályozza.
- Szeptemberben Lucius Sergius Catilina ismét indul a consuli tisztségért, de - bár megígéri minden adósság eltörlését - veszít. Ezután öt másik jelentős politikussal összeesküvést sző a hatalom erőszakos megszerzésére. Novemberben megpróbálják meggyilkolni Cicerót, akit azonban időben figyelmeztetnek. Másnap Cicero a szenátusban leleplezi az összeesküvést. A szenátorok egy része kételkedik, de Catilina önkéntes száműzetésbe vonul Massiliába. Társai levelet küldenek az allobroges gall törzshöz, amelyben arra buzdítják őket, hogy csatlakozzanak titokban gyűjtött mintegy 10 ezres seregükhöz. A levelet elfogják, az összeesküvőket tárgyalás nélkül kivégzik. Catilina kénytelen nyíltan fellázadni maradék seregével, amelyet a következő év elején Hybrida consul Pistoria mellett szétver; a csatában Catilina is elesik.
- A harmadik mithridatészi háborúban a Krímre visszahúzódott VI. Mithridatész újabb sereget gyűjt a rómaiak ellen, de fia, Pharnakész fellázad ellene. Mithridatész Pantikapaion fellegvárába húzódik, ahol öngyilkosságot követ el. Állítólag megpróbálja megmérgezni magát, de mivel korábban kis adagokkal már hozzászoktatta szervezetét a méreghez, az nem hat rá. Végül megkéri gall testőrét, hogy szúrja le. Holttestét Pharnakész elküldi Pompeiusnak, aki elismeri őt a Boszporoszi Királyság uralkodójának és szövetséget köt vele. A háború véget ér.
- Pompeius Damaszkuszban fogadja a júdeai polgárháború követeit. II. Hürkanosz és II. Arisztobulosz magának követeli a trónt, míg a farizeusok mindkettejük eltávolítását kérik. Pompeius Hürkanoszt ismeri el királynak. Arisztobulosz látszólag aláveti magát a döntésnek, de készül az ellenállásra. Pompeius gyanakszik rá és bevonul Jeruzsálembe, mire Arisztobulosz hívei elbarikádozzák magukat a Templomban. A rómaiak ostrommal elfoglalják a Templomot és állítólag 12 ezer zsidót legyilkolnak.
- Pompeius Észak-Júdeát (amely eredetileg Szíriához tartozott, de a zsidó királyok annektálták) és Föníciát Syria provinciához csatolja. Az önállóságukat visszanyert dél-szíriai városok megalakítják a Dekapolisz szövetségét. Júdeából római klienskirályság lesz.

### Kis-Ázsia
- I. Ariobarzanész kappadókiai király lemond trónjáról. Utóda fia, II. Ariobarzanész.

## Születések
- szeptember 23. – Augustus, római császár
- Marcus Vipsanius Agrippa római államférfi és hadvezér
- Didümosz Khalkenterosz, görög grammatikus
- Sztrabón, görög földrajztudós

## Halálozások
- VI. Mithridatész, pontoszi király
- december 5. – Publius Cornelius Lentulus Sura római politikus, a Catilina-összeesküvésben való részvételéért kivégzik
- Quintus Caecilius Metellus Pius, római államférfi

## Fordítás
- Ez a szócikk részben vagy egészben  a(z)   63 av. J.-C. című francia Wikipédia-szócikk ezen változatának fordításán alapul.  Az eredeti cikk szerkesztőit annak laptörténete sorolja fel. Ez a jelzés csupán a megfogalmazás eredetét és a szerzői jogokat jelzi, nem szolgál a cikkben szereplő információk forrásmegjelöléseként.